# Jakob Pettersson

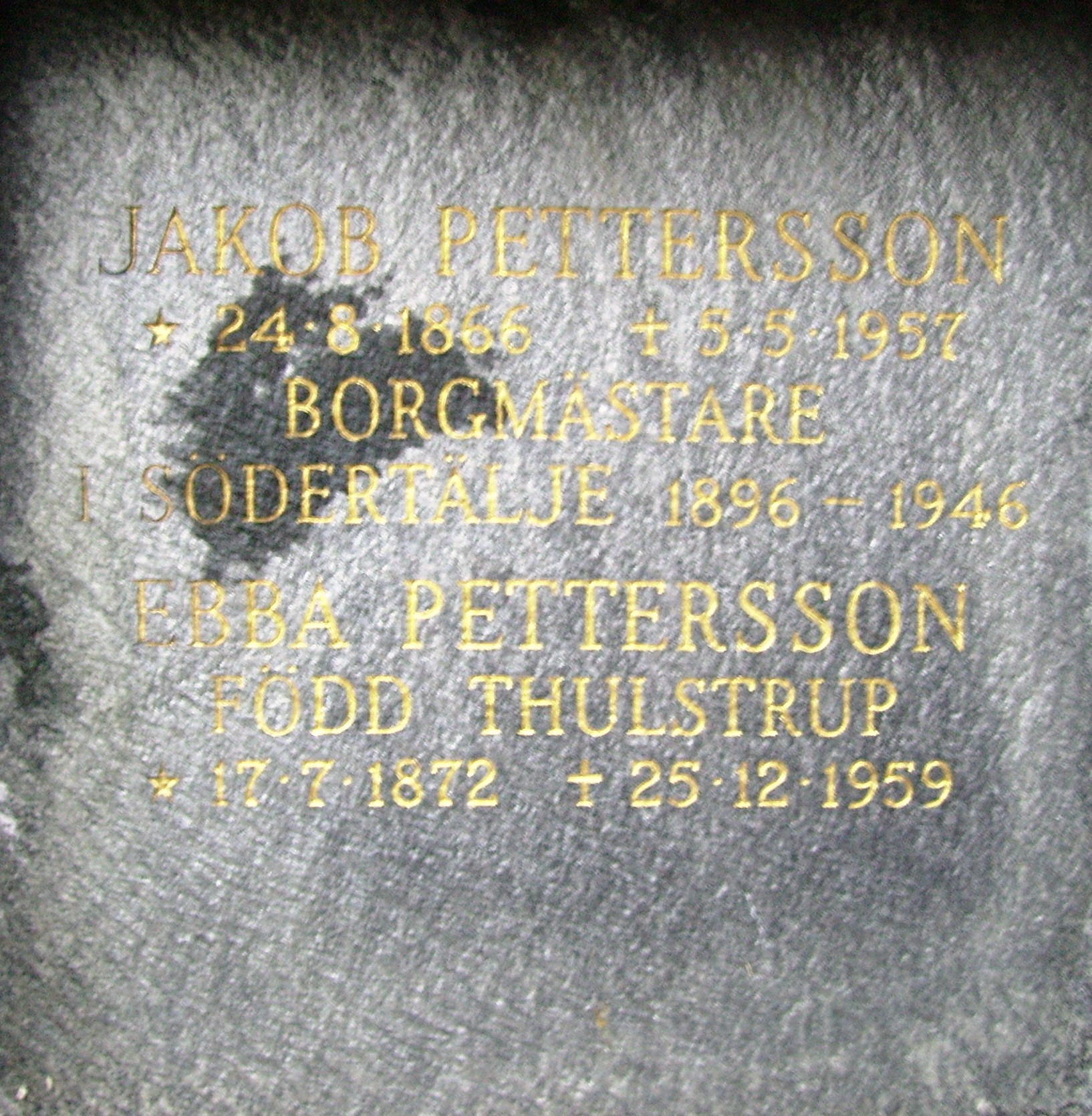
Jakob Petterssons gravvård på Södertälje kyrkogård.

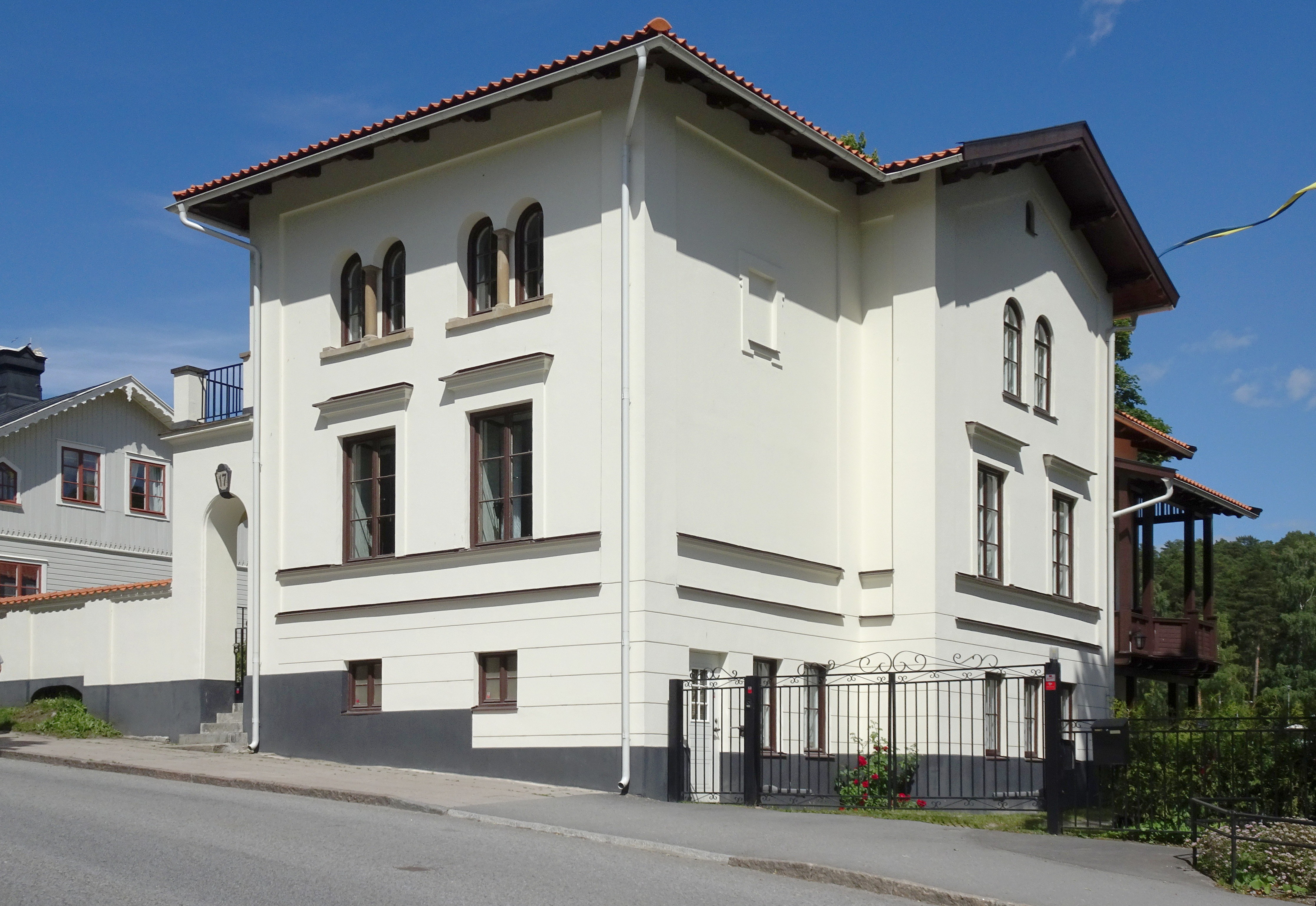
Borgmästarvillan i Södertälje, Petterssons hem under 59 år.

Jakob Gustav Pettersson, född 24 augusti 1866 i Södertälje, död 5 maj 1957 på Lidingö (kyrkobokförd i Södertälje), var en svensk politiker (liberal). Han var borgmästare i Södertälje stad 1896–1946 och socialminister 1926–1928.

## Biografi
Jakob Pettersson blev juris utriusque kandidat vid Uppsala universitet 1891, blev vice häradshövding 1893 och var borgmästare i Södertälje stad mellan 1896 och 1946; den svensk som innehaft borgmästarämbetet under längst tid — 50 år 46 dagar och därmed 164 dagar längre än  Adolf Hasselgren i Kungsbacka.
Petterssons riksdagsbana inleddes 1899 då han valdes som utpräglad vänsterman på dåvarande Folkpartiets program till ledamot av andra kammaren för Södertälje, Norrtälje, Östhammars, Öregrunds, Sigtuna och Vaxholms valkrets. Han representerade denna valkrets 1900–1908 och satt därefter för Södertälje stads valkrets 1909–1911, Stockholms läns södra valkrets 1912–1921 och Stockholms läns valkrets 1922–1924. 
Genom sin sakkunskap och arbetsförmåga samt sin saklighet vann Pettersson inflytande i riksdagen. Han var suppleant i lagutskottet i omgångar 1903–1907, blev därefter ordinarie ledamot av samma utskott och var dess ordförande vid första riksdagen 1914 samt 1918–19, var därefter ordförande i första lagutskottet 1920–24. Han var även ordförande i andra särskilda utskottet 1918 (fattigvårdslagstiftningen) och vid urtima riksdagen 1919 (arbetstidslagstiftningen). 
Petterssons arbetskraft har även i stor utsträckning tagits i anspråk för det statliga utredningsarbetet. Sålunda var han ordförande bland annat för rättshjälpssakkunniga 1916–1918, för sakkunniga angående magistratsförvaltningens ordnande i städerna 1916–1919, för gruvlagstiftningssakkunniga 1920–1923 och i Statens bostadsnämnd 1923–1926 och 1928–1937. Han var också ledamot av den stora nykterhetskommittén 1911–20, av krigslagstiftningskommittén 1920–1922 och av krigslagstiftningssakkunniga 1922–1923. Han hade även uppdrag att utreda frågan om ändring av sättet för kommunernas medverkan vid avgörandet av ärenden om handeln med rusdrycker. 
Pettersson anses som en av de främsta representanterna för den reformistiskt inriktade socialliberala strömning, som utgick från Adolf Hedin och nådde sin mognad under 1900-talets första decennier. Bland hans riksdagsmotioner märks flera på nykterhetslagstiftningens område, såsom om internering av alkoholister (1903 m.fl. riksdagar), vidare om allmän pensionsförsäkring (1913) och om arvsrätt för barn utom äktenskap (1917). 
Pettersson tillhörde i riksdagen Liberala samlingspartiet från dess bildande 1900 till dess sprängning 1923 och var ledamot av dess förtroenderåd från 1908. Trots att Pettersson var en varm nykterhetsvän och principiell förbudsvän, ogillade Pettersson förbudsfrågans framdrivande vid Frisinnade landsföreningens möte 1923, utträdde därför efter mötet ur föreningen, deltog i bildandet samma år av Sveriges liberala parti och tillhörde dess riksdagsgrupp Liberala riksdagspartiet vid riksdagen 1924. Vid samma års andrakammarval uppsattes han som partiets kandidat, men misslyckades med att bli invald. 
Han utnämndes till statsråd och chef för socialdepartementet den 7 juni 1926, en post han innehade till den 2 oktober 1928. I denna befattning framdrev han bland annat fram de kollektivavtalslagar som genomfördes 1928, under hårt motstånd från Socialdemokraterna.
År 1927 promoverades Pettersson till hedersdoktor vid Uppsala universitet, och 1946 erhöll han Illis quorum.
Pettersson var ordensbroder och en av stiftarna till Odd Fellow-logen nr 95 Taelghia i Södertälje 1923. Han hedrades även genom att ge namn åt Södertäljes andra Odd Fellow-loge, logen nr 164 Jakob Borgmästare, instituerad 1993. 

## Privatliv
Jakob Pettersson var från 1896 gift med Ebba Thulstrup. Han var far till Åke Thulstrup, Margareta Thulstrup och Karl-Magnus Thulstrup samt morfar till Edvard Matz.
Han bodde i 59 år i Borgmästarvillan på Saltsjögatan 17 i centrala Södertälje. Huset omgestaltades 1922 av Södertäljearkitekten Tore E:son Lindhberg. Pettersson har även en gata i Södertälje uppkallad efter sig, Jakob Borgmästares väg.
Han är begravd på Södertälje kyrkogård.